# Ascotremella
Ascotremella — рід грибів родини Helotiaceae. Назва вперше опублікована 1930 року.

## Класифікація
До роду Ascotremella відносять 2 види:
- Ascotremella faginea
- Ascotremella turbinata